# William S. Hart
William S. Hart (ur. 6 grudnia 1864 w Newburgh, zm. 23 czerwca 1946 w Newhall (obecnie dzielnica miasta Santa Clarita)) – amerykański reżyser, aktor i producent filmowy.

## Filmografia
producent
- 1915: The 'Bad Buck' of Santa Ynez
- 1919: Wagon Tracks
- 1923: Dziki Bill Hickok
- 1925: Tumbleweeds

aktor
- 1907: Ben-Hur jako Messala
- 1914: The Bargain jako Jim Stokes
- 1915: The Disciple jako Jim Houston
- 1916: Bramy piekła jako Blaze Tracy
- 1918: Człowiek tygrys jako Hawk Parsons
- 1922: Travelin'on jako J.B., The Stranger
- 1923: Hollywood jako on sam (cameo)
- 1941: One Foot in Heaven jako Silent' Budd Marr

reżyser
- 1914: In the Sage Brush Country
- 1915: Pinto Ben
- 1919: Square Deal Sanderson
- 1925: Tumbleweeds

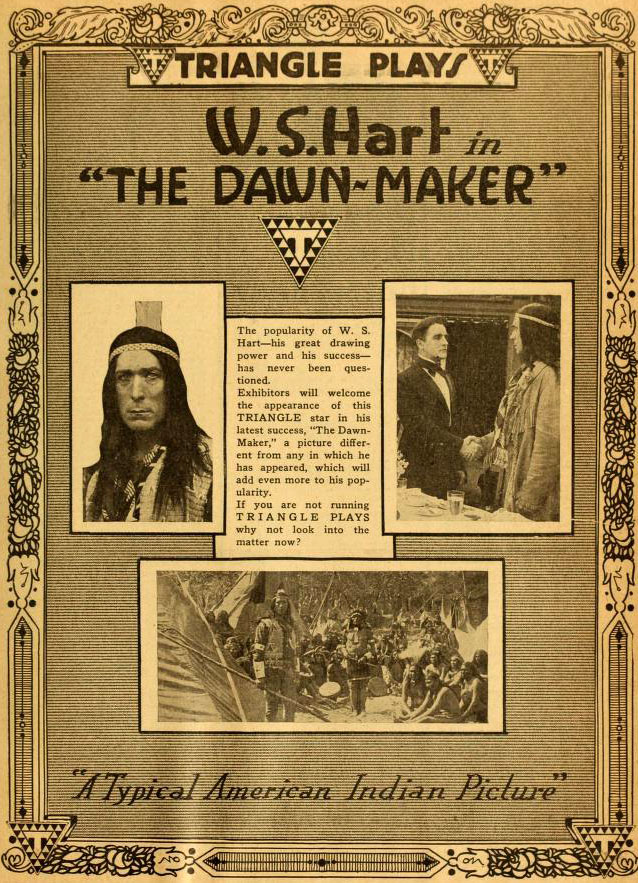
The Dawn-Maker (1916)
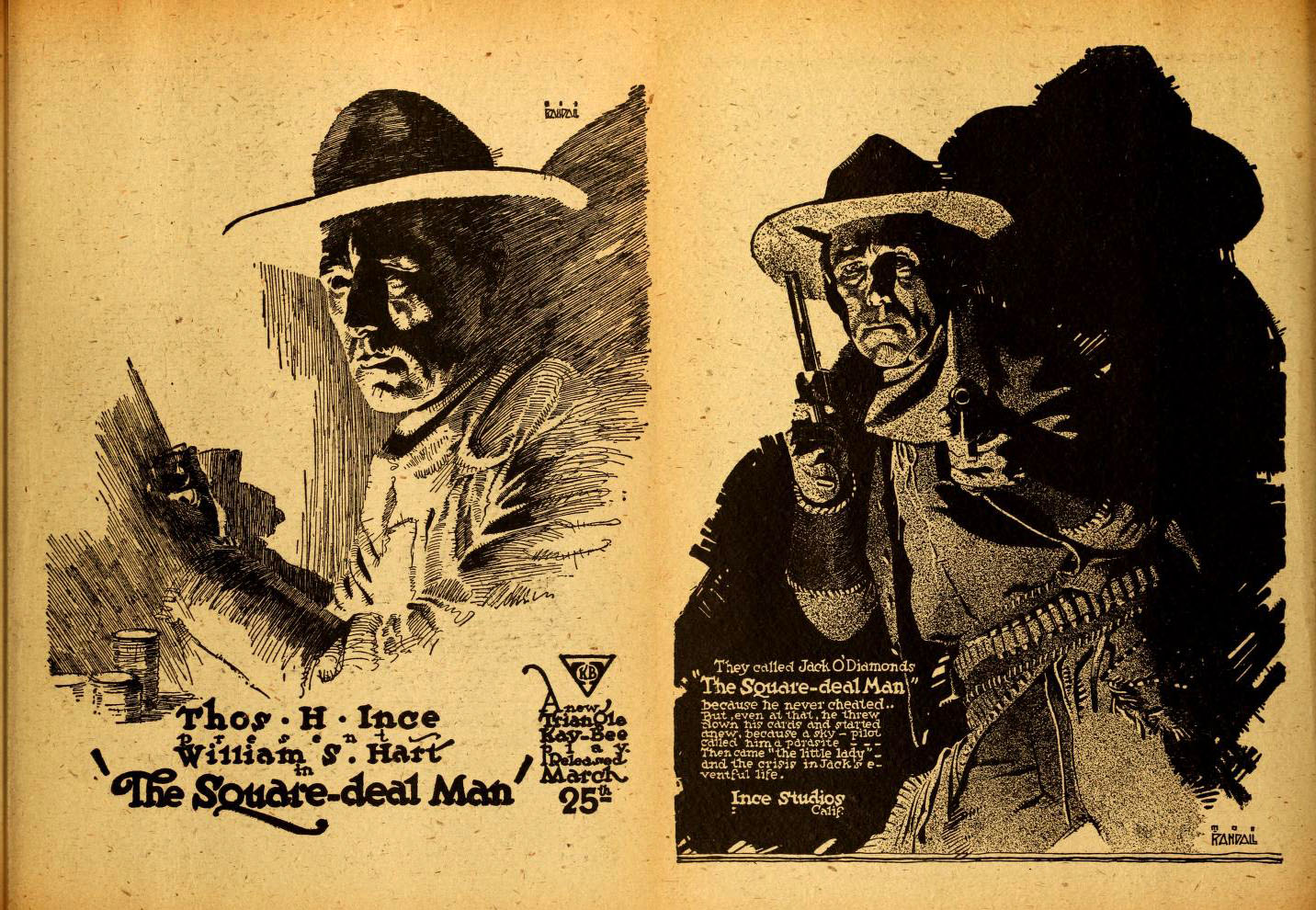
The Square Deal Man (1917)
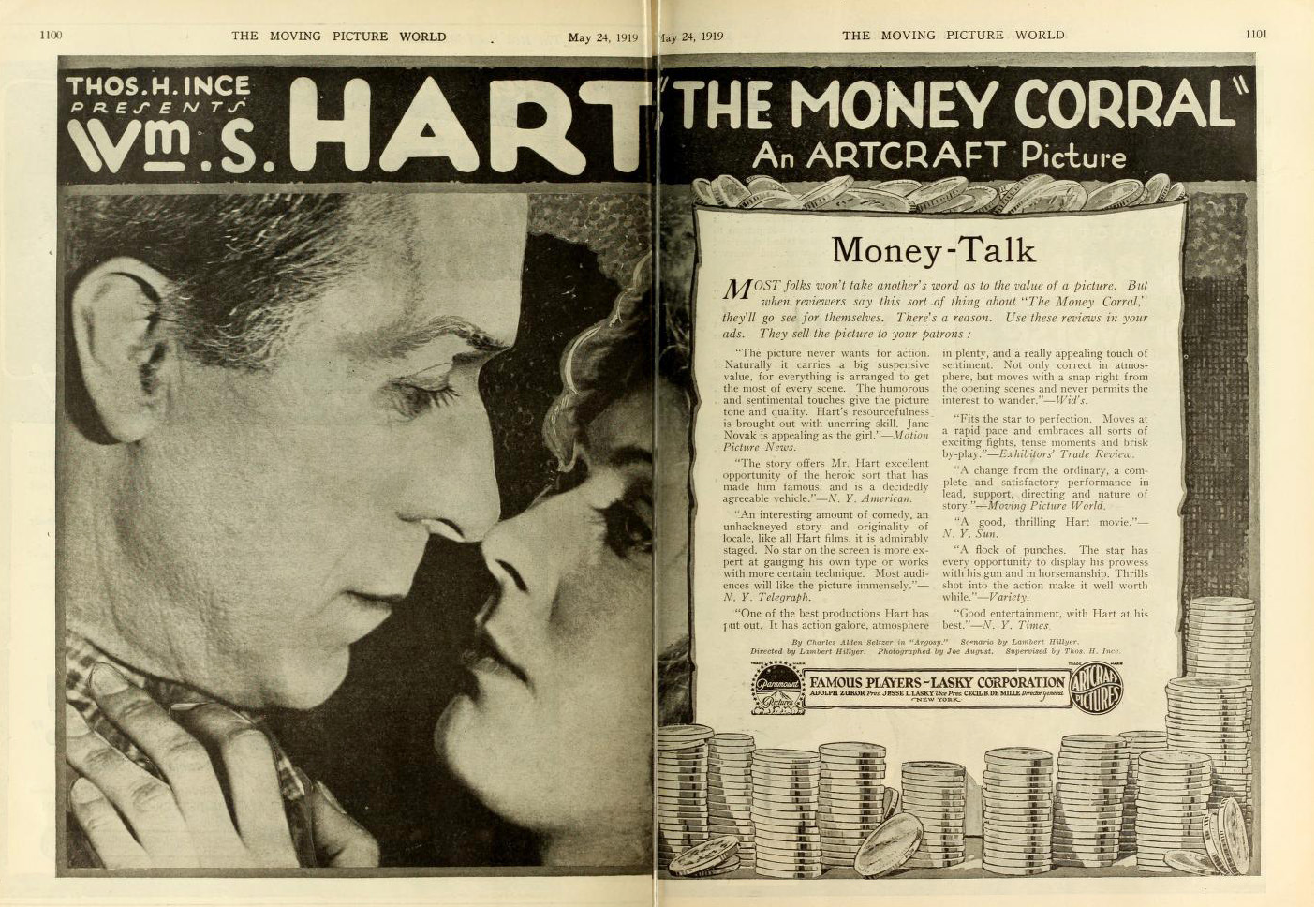
The Money Corral (1919)
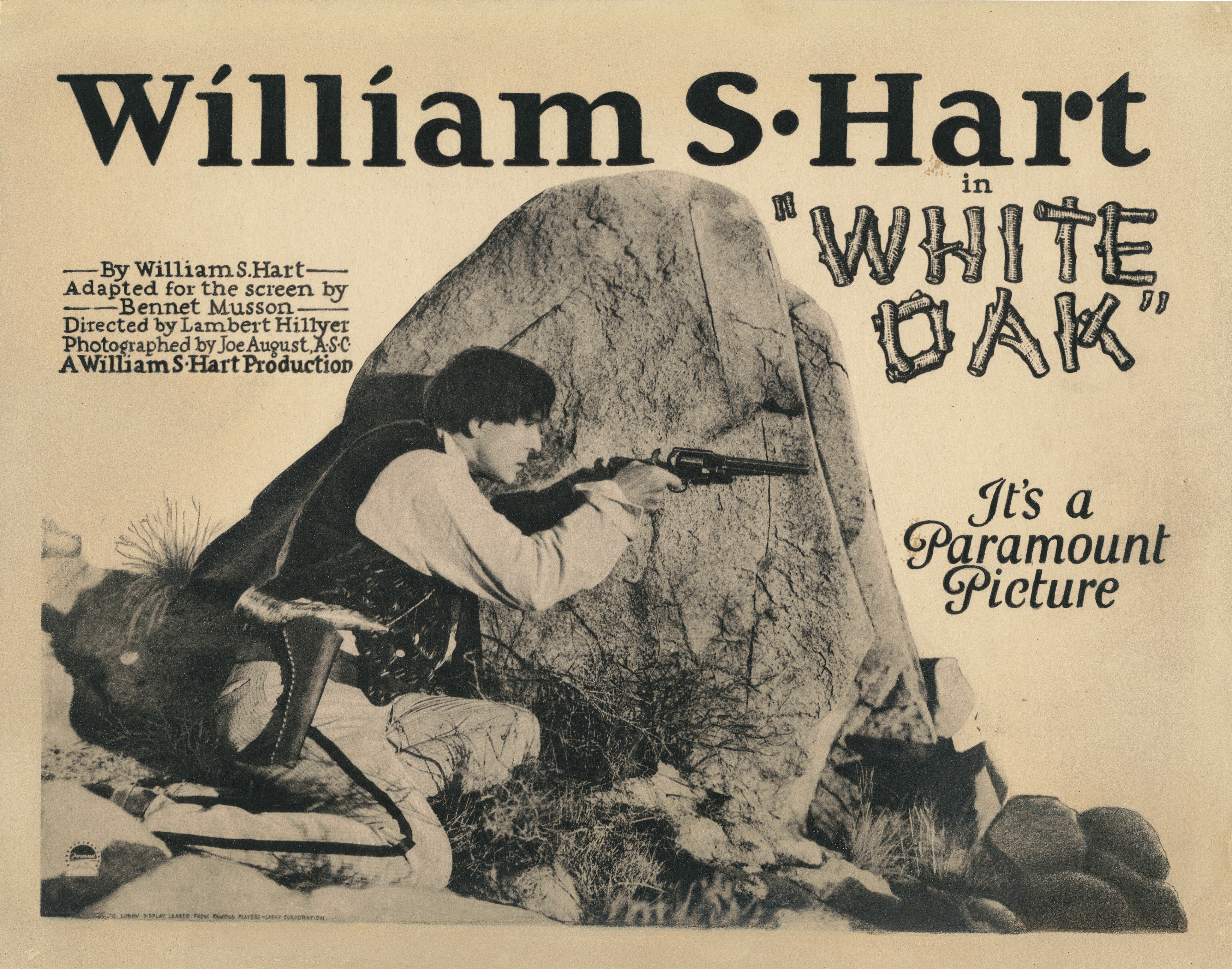
White Oak (1921)

## Wyróżnienia
Posiada swoją gwiazdę na Hollywoodzkiej Alei Gwiazd.